# Czwarta po północy
Czwarta po północy (także Cztery po północy, oryg. Four Past Midnight) – zbiór czterech nowel Stephena Kinga opublikowany w 1990. Wydanie polskie ukazało się w 1993 nakładem wydawnictw Mizar i Amber.
Zbiór obejmuje następujące nowele:
- Langoliery (The Langoliers)
- Tajemnicze okno, tajemniczy ogród (Secret Window, Secret Garden)
- Policjant biblioteczny (The Library Policeman)
- Polaroidowy pies (The Sun Dog)